# İlhan Şeşen
İlhan Şeşen   (Manisa, 18 de juny de 1948 - Istanbul, 26 de maig de 2025) va ser un músic i actor turc.

## Biografia
Va començar la seva carrera artística el 1968 amb 20 anys. L'any 1971 va presentar al mercat el senzill anomenat Kavga (lluita). L'any 1983 va fundar amb els seus nebots Gökhan i Burhan Şeşen el grup Gündoğarken. El 2002 va publicar el seu segon treball en solitari: Neler Oluyor Bize (Què ens està passant). Posteriorment, el 2003 apareix el seu àlbum Şimdi Ben Bu Şarkıları Kime Söyleyeyim (A qui canto jo ara aquestes cançons).
Simultàniament va interpretar un paper a la sèrie de la Radiotelevisió turca (TRT) Mühürlü Güller (Roses segellades). L'any 2004 va interpretar el paper de Feyyaz a la sèrie Aliye de la cadena de televisió turca ATV. El 2005 va veure la llum el seu quart àlbum Aşk Yalan (Mentida d'amor). El 2007 va fer de policia a la sèrie Annem (La meva mare) emesa per la cadena Kanal D els dijous al vespre. L'agost de 2007 va començar sèrie Hayatımın Rolü (El paper de la meva vida) de la cadena Star TV on hi participà com a actor.

## Discografia
- Aşk Haklı (Dret a l'amor) (1994)
- Neler Oluyor Bize (Què ens està passant) (2002)
- Şimdi Ben Bu Şarkıları Kime Söyleyeyim (A qui canto jo ara aquestes cançons) (2004)
- Aşk Yalan (Mentida d'amor) (2005)
- İlhan Şeşen (2006)

## Filmografia
- Hayatımın Rolü (El paper de la meva vida)
- Gönülçelen (Encisadora)
- Anadolu Kartalları (Àligues d'Anatòlia) (2011)
- Annem (La meva mare)
- Aliye
- Mühürlü Güller (Roses segellades)
- Mumya Firarda (Fuga de la mòmia)
- Yeditepe İstanbul (Els set turons d'Istanbul)
- Cesur Kuşku (Dubte valent)
- Aşk Üzerine Söylenmemiş Her şey (Tot està per sobre de l'amor no declarat)